# Auvers-sur-Oise
Auvers-sur-Oise là một xã trong vùng đô thị Paris, thuộc tỉnh Val-d'Oise, vùng hành chính Île-de-France của nước Pháp, có dân số là 6820 người (thời điểm 1999).

## Những người con của thành phố
- Philippe Delerm, nhà văn